# زانكت غيورغن
زنكت غيورغن (جنغل سياه) (بالألمانية: Sankt Georgen im Schwarzwald) هي مدينة وبلدة ألمانية تقع في ألمانيا في Schwarzwald-Baar-Kreis. يقدر عدد سكانها بـ 13,572 نسمة .

## المدن التوأمة
مدن سانت رافاييل، فضيحة، Vesilahti وMuseros هي مدن توأمة لـزنكت غيورغن (جنغل سياه).